# Twilight Force
I Twilight Force sono un gruppo musicale power metal sinfonico svedese formatosi nella città di Falun/Borlänge e attivo dal 2011. La loro musica si ispira a tematiche fantasy e medioevali: ciò si denota anche dal tipo di abbigliamento con il quale i membri del gruppo si esibiscono durante i loro spettacoli dal vivo.

## Storia

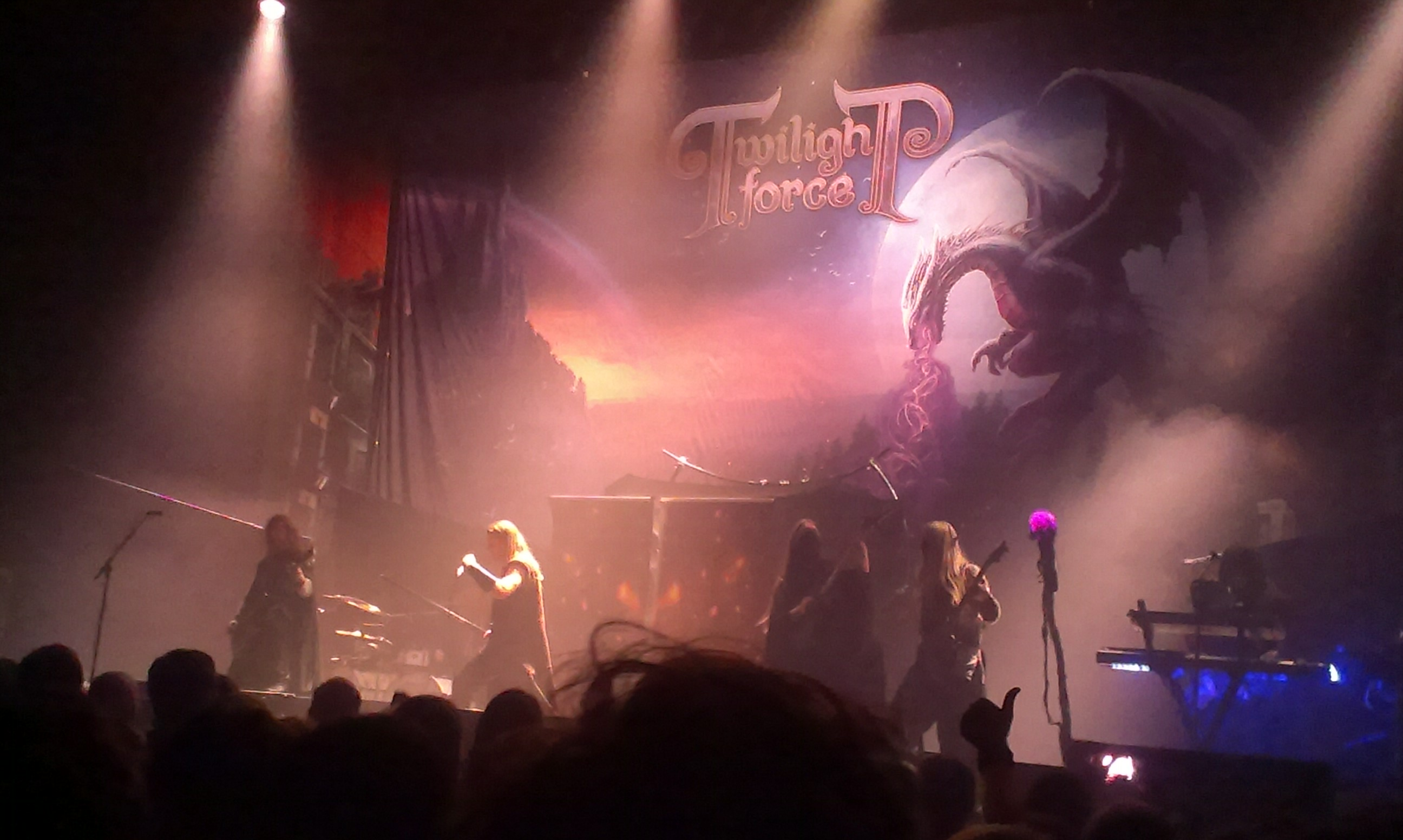
I Twilight Force in concerto a Praga, 2017

La band fu fondata nel 2011 da Lynd e Blackwalk. Dopo che Chrileon, Aerendir, Born e De'Azsh si unirono alla band, iniziarono con la registrazione del loro album di debutto, Tales of Ancient Prophecies, che è stato pubblicato nel 2014 dalla Black Lodge Records. Questo album raggiunse la ventinovesima posizione nelle classifiche svedesi. Nel dicembre 2014 i Twilight Force accompagnarono i Gloryhammer nel loro tour europeo. Nella primavera del 2015, invece, fecero un tour con altre due band appartenenti alla scena power metal, i Sonata Arctica e i Freedom Call.
Nel febbraio del 2016 la band annunci l'inizio del contratto con la Nuclear Blast Records. Il 26 agosto pubblicarono il primo singolo in collaborazione con la nuova casa discografica, Heroes of Mighty Magic con Joakim Brodén e Fabio Lione come ospiti. Nel 2016 ebbero anche la possibilità di suonare al Sabaton Open Air dove registrarono l'intero live su un DVD. Nell'autunno 2016 partirono nuovamente in tour per l'Europa con i Sonata Arctica e nei primi mesi del 2017 suonarono insieme ai Sabaton e agli Accept per il The Last Tour.
Nell'ottobre 2017 il gruppo annunciò l'uscita del cantante Christian Eriksson dalla band. Venne sostituito, nelle esibizioni dal vivo, da Tommy Johansson. Nel giugno 2018 venne annunciato come nuovo cantante ufficiale Alessandro Conti, già voce per Trick or Treat e Luca Turilli's Rhapsody. Il 16 agosto 2019 venne pubblicato il terzo album in studio del gruppo, Dawn of the Dragonstar.  Nel novembre dello stesso anno Daniel Sjögren lasciò i termini amichevoli la band, venendo sostituito da Isak Olsso.
Il quarto album del gruppo, At the Heart of Wintervale, viene pubblicato nel gennaio 2023. Dopo un lungo tour in promozione del nuovo lavoro, nel giugno 2024 Lynd, Born e Aerendir annunciano la loro uscita dal gruppo. Vengono sostituiti, rispettivamente, da Galen Stapley, lo youtuber Bradley Hall e Alex Miles. Contestualmente, il gruppo annuncia che la corista Kristin Starkey, dal 2022 turnista per la band, è stata accolta come membro ufficiale nella formazione.

## Formazione
Formazione attuale
- Daniel Beckman (Blackwald) - tastiera, pianoforte, violino, cembalo, cori (2011-presente)
- Alessandro Conti (Allyon) - voce (2018-presente)
- Galen Stapley (Galyn) – chitarra (2024-presente)
- Kristin Starkey (Krysthara) – cori (2024-presente)
- Bradley Hall (Bramley Underhall) - chitarra (2024-presente)
- Alex Miles (Xandor) - basso (2024-presente)
- Isak Olsson (De'Azsh) - batteria (2019-presente)

Ex componenti
- Robban Bäck (Roberto) - batteria (2011-2014)
- Christian Eriksson (Chrileon) - voce (2011-2017)
- Philip Lindh (Lynd) - chitarra (2011-2024)
- Joakim Leandro Johansson (Aerendir) - chitarra ritmica, cori (2014-2024)
- Dunder Björn Lundqvist (Born) - basso, cori (2011-2024)
- Daniel Sjögren (De'Azsh) - batteria (2014-2019)

Turnisti
- Tommy Johansson - voce (2017)
- Joakim Brodén - voce (2017)

## Discografia
Album in studio
- 2014 - Tales of Ancient Prophecies
- 2016 - Heroes of Mighty Magic
- 2019 - Dawn of the Dragonstar
- 2023 - At The Heart Of Wintervale